# ياسهارو ناكاجيما
ياسهارو ناكاجيما (باليابانية: 中島康晴) مواليد 27 ديسمبر 1984 في اليابان، هو دراج ياباني في صنف سباق الدراجات على الطريق.

## روابط خارجية
- ياسهارو ناكاجيما على موقع الاتحاد الدولي للدراجات (الإنجليزية)
- ياسهارو ناكاجيما على موقع أرشيف الدراجات (الإنجليزية)
- ياسهارو ناكاجيما على موقع إحصائيات الدراجات الإحترافية (الإنجليزية)
- ياسهارو ناكاجيما على موقع نسبة الدراجات (الإنجليزية)